# Мушиный талер

Мушиный талер 1599 года

Мушиный или осиный талер (нем. Mückentaler или нем. Wespentaler) — название четвёртой из серии сатирических монет герцога Брауншвейг-Вольфенбюттельского Генриха Юлия 1599 года.
Своим названием монета обязана изображению на реверсе. В центре помещён лев — аллегорическое изображение герцога. Его атакуют 10 мух, ошибочно воспринимаемых в ряде источников, как осы. Насекомые обозначают недружественные аристократические дома, противостоящие герцогу. Вверху расположен орёл в лучах Солнца, который защищает льва. Орёл символизирует императора Священной Римской империи.
В государственном архиве Вольфенбюттеля сохранилось письмо Генриха Юлия, обязывающее служащих монетного двора отчеканить монеты с вышеописанным изображением.
Мушиные талеры чеканили на монетном дворе Остероде. По своей сути они являлись рейхсталерами, которые согласно аугсбургскому монетному уставу должны были содержать 1⁄9 кёльнской марки чистого серебра. Это соответствовало 29,23 г серебра 889 пробы, или 25,98 г чистого серебра.